# Сен-Гобен
Сен-Гобен (фр. Saint-Gobain) — міжнародна група компаній з понад 350-річною історією, світовий лідер у сфері легкого та екологічно безпечного будівництва. Група Сен-Гобен проєктує, виробляє та розповсюджує матеріали й рішення для ринків будівництва та промисловості.
З 2019 року головний офіс компанії знаходиться в La Défense, 12 place de l'Iris, у комуні Курбевуа, м. Париж, Франція. Голова правління та генеральний директор — Бенуа Жан Луї Базен (Benoit Jean Louis Bazin).
У 2021 році компанія була представлена в 76 країнах світу й налічувала близько 166 000 співробітників. 

## Історія
Компанія Сен-Гобен була заснована в жовтні 1665 року Жаном-Батистом Кольбером (1619—1683) у Франції за розпорядженням короля Людовика XIV як королівська дзеркальна мануфактура (фр. Manufacture royale de glaces de miroirs). Від самого початку Сен-Гобен займався виробництвом дзеркал та скла. Першим замовленням мануфактури було оздоблення дзеркальної зали Версальського палацу. 
У XIX столітті виробництво компанії розширилося. Закордонні підрозділи з'явилися спочатку в Німеччині (1853 р.), потім в Італії (1889 р.) та Іспанії (1904 р.). Тепер підрозділи концерну є в країнах Західної та Східної Європи, Азії, Латинської Америки, США, Австралії та Нової Зеландії.

## Сен-Гобен нині
Сен-Гобен — це міжнародна промислова група, що входить до ТОП-100 найбільших індустріальних корпорацій світу відповідно до рейтингу Thomson Reuters та до ТОП-100 світових корпорацій, що дотримуються концепції сталого розвитку та захисту навколишнього середовища. Група має статус найкращого роботодавця у світі (Top Employer Institute) з 2015 року. З 2003 року Сен-Гобен входить до складу Асоціації ООН «Global Compact» («Глобальний договір»). Учасники Асоціації виступають за охорону довкілля, розвиток та поширення екологічно безпечних технологій, дотримуються принципів соціальної відповідальності бізнесу та щорічно звітують щодо дотримання цих принципів.
Сен-Гобен — світовий лідер з виробництва та продажу будівельної продукції, компанія розробляє інноваційні рішення для будівництва, реновації, промисловості, науки. До складу компанії входять компанії з 76 країн світу. Обіг Сен-Гобен за результатами 2023 року становить 47,9 млрд євро. Акції компанії котуються на провідних світових біржах.
Діяльність концерну розподіляється на чотири сектори: високотехнологічні матеріали, будівельна продукція, склотара та дистрибуція будівельних матеріалів. 

## Напрями діяльності Сен-Гобен
Комплексні рішення «Сен-Гобен» забезпечують сталість і ефективність. Вони створюються завдяки безперервним інноваціям з метою реконструкції громадських і приватних будівель, спрощення конструкцій, а також декарбонізації будівництва та промисловості.
Компанія має 8 дослідних центрів, розташованих по всьому світу. «Сен-Гобен» виробляє різноманітні інноваційні рішення — від "розумних" ізоляційних систем та безпилових будівельних сумішей, сучасних систем водопостачання, до вікон, що самостійно очищуються, скла з унікальним покриттям, інноваційних кристалів і пластиків, сонячних фотоелектричних модулів і рішень для сонячної енергетики.
Усього п'ять років тому 20% тих продуктів, що тепер пропонує ринку концерн «Сен-Гобен», ще не існувало.
«Сен-Гобен» поділяється на три основні сектори (% чистих продажів за 2014 р., перерахованих без Verallia): дистрибуція будівель (49%), будівельна продукція (27,5%), інноваційні матеріали (23,5%).
Серед досягнень компанії можна відзначити перекриття піраміди Лувру, розробку ліцею Генрі-IV та Grand Canyon Skywalk (туристична пам'ятка над Колорадо, скляна платформа над Великим каньйоном).

## Сен-Гобен в Україні

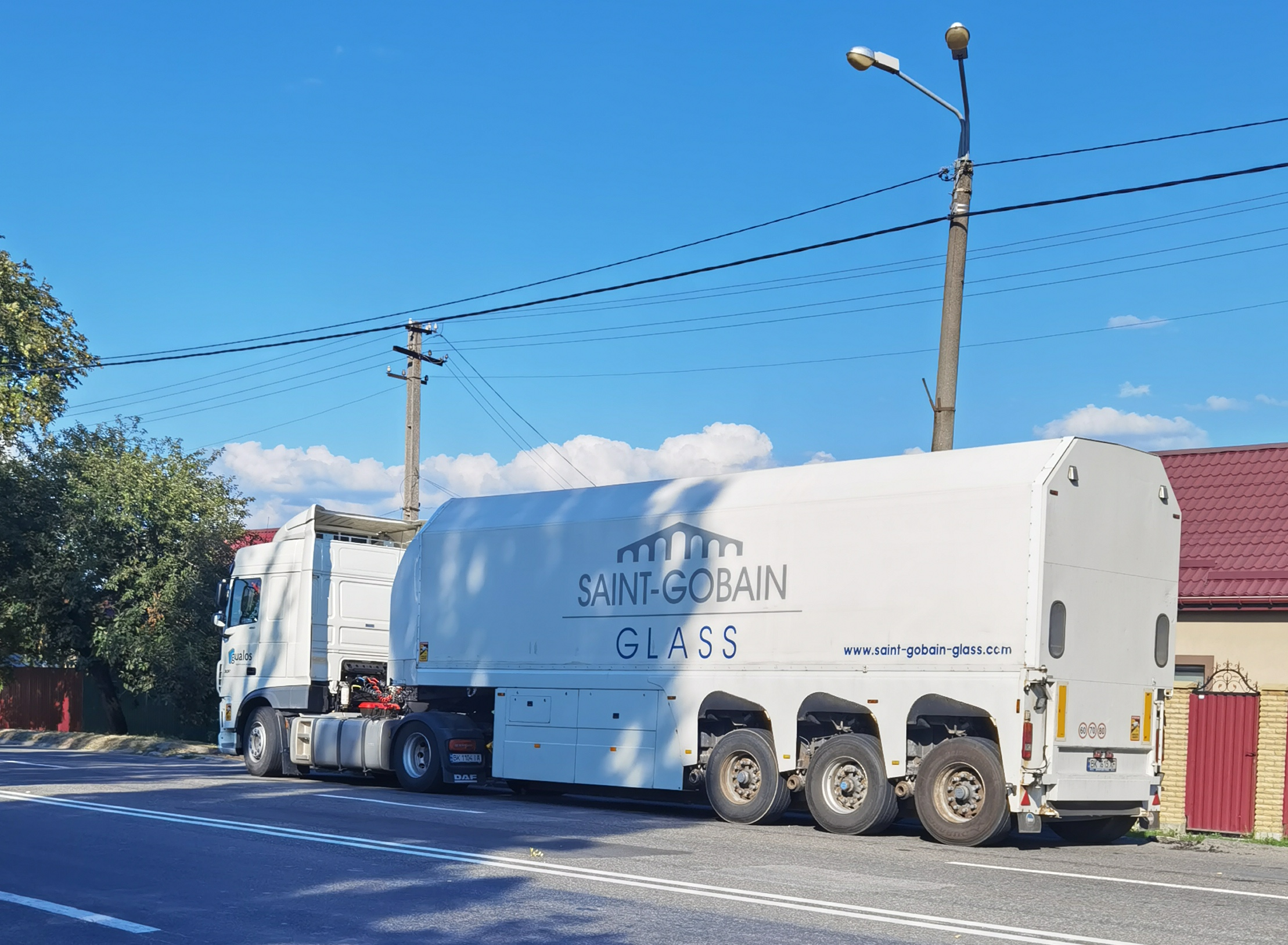
Вантажівка Сен-Гобен в Україні

В Україні Група Сен Гобен працює з 1995 року й представлена через ТОВ «Сен-Гобен Будівельна Продукція Україна». Головний офіс представництва знаходиться в Києві.
В асортименті компанії — будівельне скло SAINT-GOBAIN GLASS, гіпсокартонні системи RIGIPS, теплоізоляційні матеріали ISOVER з мінеральної вати на основі штапельного скловолокна, сухі будівельні суміші та матеріали для гідроізоляції WEBER, звукопоглинальні стелі та стінові панелі ECOPHON, абразивні матеріали для шліфування, відрізання та полірування NORTON і багато інших.
Під час російсько-української війни, у жовтні 2023 року, Saint-Gobain почала будувати завод з виробництва сухих будівельних сумішей під Івано-Франківськом біля Хотимирського гіпсового родовища. Родовище розробляє її дочірнє підприємство «Троянські гіпси». Інвестиції в завод становлять 9 млн євро.

## Корисні посилання
- Офіційний сайт «Сен-Гобен»
- Офіційний сайт «Сен-Гобен» в Україні
- Офіційний сайт RIGIPS в Україні
- Офіційний сайт ISOVER в Україні
- Офіційний сайт WEBER в Україні